# CV-36 (Spanje)

De CV-36

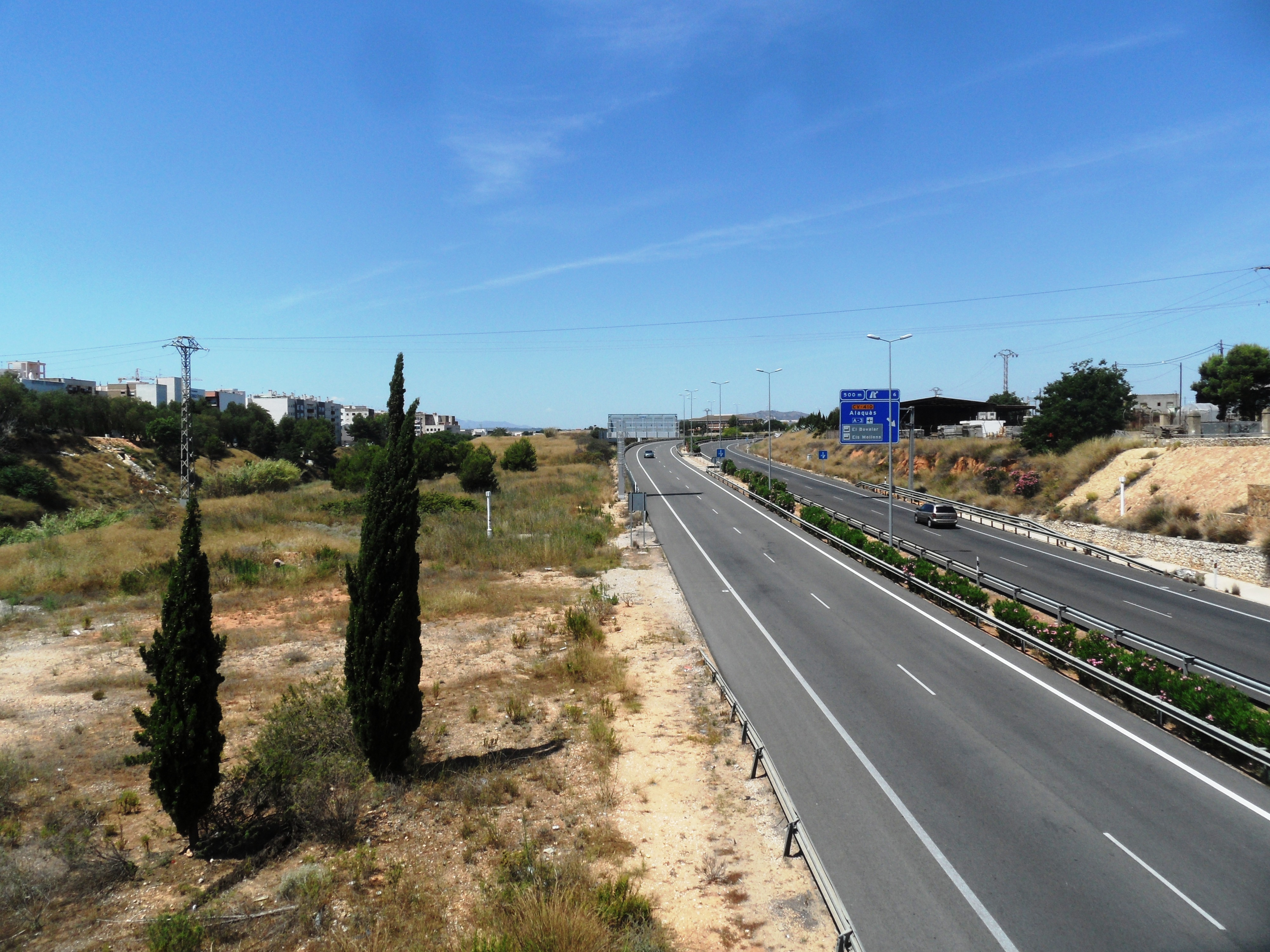
De CV-36

De CV-36 of Autovía de Torrente (Valenciaans: Autovia de Torrent) is een autovía in Valencia. De CV-36 is 12 kilometer lang en verbindt Valencia met de A-7.